# Mehmet Aksoy
 (décembre 2020).
Mehmet Aksoy, né le 24 février 1985[réf. nécessaire] et décédé le 26 septembre 2017, également connu sous le nom de guerre de Fîraz Dağ, était un cinéaste et activiste britanno-kurde. Aksoy est tué alors qu'il couvre la bataille pour reprendre Raqqa dans le nord de la Syrie à Daech. Il est intégré aux Unités de protection du peuple (YPG) lorsque des combattants de l'État islamique envahissent une base où il séjournait.

## Biographie
La famille d'Aksoy, de la communauté kurde alévie, est originaire du district d'Elbistan de Bakur (Kurdistan turc / Turquie orientale) dans la province de Maraş. Ils déménagent de Malatya à Londres en 1988. L'intérêt d'Aksoy pour le mouvement indépendantiste kurde commence en 2004 lorsqu'il se rend pour la première fois au Kurdish Community Centre au nord de Londres.
Aksoy se politise en raison de son implication dans la communauté kurde de Londres et est influencé par les écrits de la Panthère noire George Jackson ainsi que par les écrits de la prison d'Abdullah Öcalan sur le confédéralisme démocratique.
Aksoy étudie le cinéma à la Queen Mary University of London puis à la Goldsmiths, University of London. Son court-métrage Panfilo, réalisé pour son cours de maîtrise, sort en 2014 et remporte des prix au Festival du court-métrage italien et aux UK Student Film Awards.
Aksoy n'a pas informé ses parents de ses projets avant de se rendre au Rojava (Kurdistan occidental/Nord de la Syrie) en juin 2017. Il ne voulait pas se battre avec les forces kurdes en Syrie, mais voulait plutôt raconter les histoires de combattants kurdes à travers ses films. Il était le fondateur et rédacteur en chef du site Kurdish Question.
Son oncle Firaz, a été tué en combattant pour la milice du Parti des travailleurs du Kurdistan lors du conflit avec l'armée turque dans les années 1990. Aksoy prent le nom de guerre Fîraz Dağ en l'honneur de son oncle.
Après sa mort, plus de 2 000 personnes se rendent dans un centre communautaire du nord de Londres pour lui rendre hommage. Aksoy est le cinquième citoyen britannique à être tué dans le nord de la Syrie alors qu'il combattait Daech. Il est enterré au cimetière de Highgate à Londres le 10 novembre 2017.